# Shin'ichirō Ueda
Shin'ichirō Ueda (上田 慎一郎?, Ueda Shin'ichirō; Prefettura di Kyoto, 7 aprile 1984) è un regista giapponese.

## Biografia
Cresciuto in una zona di campagna distante dai cinema, fin da giovane si appassiona al cinema. Ai tempi della scuola superiore frequenta il club scolastico di teatro in cui svolge il ruolo di sceneggiatore e direttore, durante un festival della cultura proietta un suo cortometraggio.
Poco dopo aver compiuto 20 anni si trasferisce a Tokyo in autostop, dopo varie difficoltà economiche riesce nel 2009 a fondare la compagnia Panpokopina.

## Filmografia parziale

### Regista e sceneggiatore
- O Amerika to oppai. (お米とおっぱい。?) - anche montatore (2011)
- Zombie contro zombie (カメラを止めるな!?, Kamera o tameru na!) (2017)
- Isoppu no omou tsubo (イソップの思うツボ?) - Co-diretto e scritto con Yuya Nakaizumi e Naoya Asanuma (2019)
- Special Actors (スペシャルアクターズ?, Supesharuakutāzu) (2019)